# Ernst Ludwig Gerber
Pour les articles homonymes, voir Gerber.
Œuvres principales
- Neues historisch-biographisches Lexikon der Tonkünstler

Ernst Ludwig Gerber (né le 29 septembre 1746 à Sondershausen et mort le 30 juin 1819 dans la même ville) est un compositeur allemand, passé à la postérité essentiellement pour ses publications musicologiques dont un dictionnaire des compositeurs en quatre tomes. 

## Biographie
Gerber reçoit de son père ses premières leçons de musique. Il commence des études de droit en 1765 à Leipzig mais se consacre principalement à la composition. Ses premières œuvres sont exécutées en public en 1768. Il retourne, cette même année, dans sa ville natale où il a été nommé organiste de la cour et précepteur de musique des enfants de la famille princière. Par la suite, il se consacre à l'étude de l'histoire de la musique et publie en 1790 et 1792 son Historisch-biographisches Lexikon der Tonkünstler en deux volumes dont une seconde édition revue et augmentée sera publiée à partir de 1810. Il a écrit également de nombreux articles dans des revues musicales. En 1794, il devient secrétaire à la cour du prince de Schwarzburg-Sondershausen.
Les publications de Gerber ont toujours été d'un grand intérêt pour les musicologues. On y trouve avant tout des informations détaillées sur les compositeurs allemands. À sa mort, il a légué sa volumineuse bibliothèque à la Gesellschaft der Musikfreunde de Vienne, qui conserve toujours actuellement un grand nombre de ses écrits.

## Œuvres

### Dictionnaires
- Historisch-biographisches Lexikon der Tonkünstler en deux tomes (1790 et 1792)
- Neues historisch-biographisches Lexikon der Tonkünstler en quatre tomes (1810, 1812, 1813 et 1814) [lire en ligne : vol. 1], [vol. 2], [vol. 3], [vol. 4]

Des fac similés des deux ouvrages ont été réédités aux éditions Akademische Druck- und Verlagsanstalt par Othmar Wessely, Graz, 1966/1977  (ISBN 3-201-00712-9)).

### Compositions
- Liebster Jesu wir sind hier (Choralvorspiel pour orgue)